# Glaphyrina
Glaphyrina is een geslacht van weekdieren uit de klasse van de Gastropoda (slakken).

## Soorten
- Glaphyrina caudata (Quoy & Gaimard, 1833)
- Glaphyrina excelsa (Suter, 1917) †
- Glaphyrina paucispiralis Beu, 1967 †
- Glaphyrina plicata Powell, 1929